# Пятницкий, Андрей Владимирович
Андре́й Влади́мирович Пя́тницкий (род. 27 сентября 1967, Ташкент) — советский, узбекский и российский футболист, полузащитник. Тренер. Мастер спорта СССР (1986), мастер спорта СССР международного класса (1991).

## Биография
Начинал играть в Ташкенте. Первый тренер — Комарницкий Владимир Дементьевич, первый клуб — «Старт» (Ташкент). В 1985 перешёл в «Пахтакор», игравший в 1-й лиге. На следующий год призван в армию, проходил службу в ЦСКА. В 1988 вернулся в «Пахтакор», желая помочь команде вернуться в высшую лигу. Это удалось сделать в 1990 году.
В 1992 году Тарханов уговорил игрока перейти в «Спартак», аргументируя тем, что перспектив в игровом плане в «Пахтакоре» у него нет. В составе «Спартака» пять раз становился чемпионом России. В 1996 был избран капитаном команды.
В середине 90-х получил травму голеностопа, долго лечил её, а вернувшись на поле, не смог выйти на прежний высокий уровень игры.
Играл в сборных СССР/СНГ, Узбекистана и России. Участник чемпионата мира 1994 года.
После завершения игровой карьеры занят тренерской деятельностью. С ноября 2008 по декабрь 2012 — тренер СДЮШОР «Спартак» (Москва). С июля 2013 по апрель 2014 — старший тренер молодёжной команды «Спартак» (Москва). 23 апреля 2014 года покинул пост по семейным обстоятельствам. С января 2015 года являлся тренером команды 1999 г.р. «Росич» (Московский), затем возглавлял главную команду клуба «Росич» (Москва).
С 2019 года являлся старшим тренером «Химик-Арсенал». В 2020 году после назначения Сергея Подпалого в тульский «Арсенал» стал исполняющим обязанности главного тренера. Покинул команду в 2022 году.
С января 2024 года является главным тренером дубля «Динамо» (Самарканд).

## Достижения

### Командные
- Чемпион России (5): 1992, 1993, 1994, 1996, 1997
- Обладатель Кубка СССР: 1991/92
- Обладатель Кубка России: 1993/94
- Чемпион Европы среди молодёжи (до 21 года): 1990 (в составе сборной СССР)
- Обладатель Кубка чемпионов Содружества: 1993 (4 игры, 3 гола)

### Личные
- В списке 33 лучших футболистов сезона в СССР (1): № 3 — 1991
- В списках 33 лучших футболистов чемпионата России (3): № 1 — 1992, 1993, 1994

## Семья
Жена Светлана, дочь Дарья (род. 09.07.1994).